# 自由民主佛教党
自由民主佛教党是柬埔寨一个已不存在的政党，1993年由宋双创立。其前身是柬越战争期间的高棉人民民族解放阵线。
自由民主佛教党于1993年大选赢得10个议会席位，与奉辛比克党、柬埔寨人民党组建联合政府。然而，宋双与另一位领导人英穆利之间的竞争导致党的分裂，于1997年解散。英穆利的支持者另建自由佛教党，宋双的支持者另建宋双党。二党皆在1998年大选中落败，丧失全部议席。
自由民主佛教党是亚洲自由民主联盟的创始机构之一。